# Ribeirão Piracicamirim
Ribeirão Piracicamirim é um rio brasileiro do estado de São Paulo.
É afluente do rio Piracicaba.